# Jenny Armstrong
Jenny Armstrong, född den 3 mars 1970 i Dunedin, är en australisk seglare.
Hon tog OS-guld i 470 i samband med de olympiska seglingstävlingarna 2000 i Sydney.